# Noyen-sur-Sarthe
Noyen-sur-Sarthe – miejscowość i gmina we Francji, w regionie Kraj Loary, w departamencie Sarthe.
Według danych na rok 1990 gminę zamieszkiwały 2 192 osoby, a gęstość zaludnienia wynosiła 50 osób/km² (wśród 1504 gmin Kraju Loary, Noyen-sur-Sarthe plasuje się na 263. miejscu pod względem liczby ludności, natomiast pod względem powierzchni na miejscu 107.).